# Lista över romerska gladiatortyper

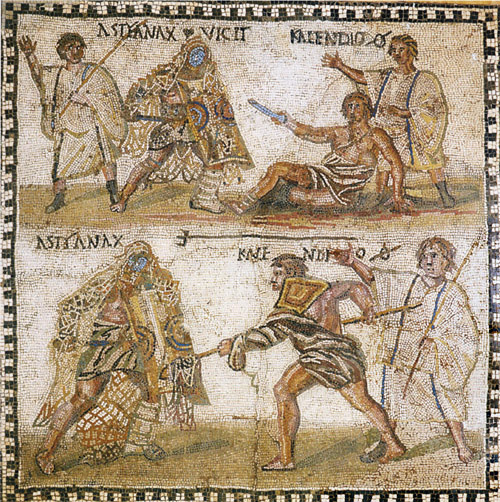
En retiarius med en treudd och ett kastnät, slåss mot en secutor.

Denna artikel innehåller en lista över romerska gladiatortyper.

## Gladiatortyper

### Andabata
Plural: Andabatae

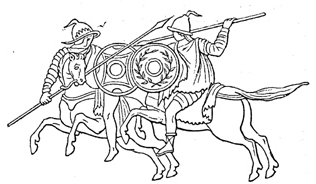
Andabata

Andabata var en gladiatortyp som slogs i blindo ridande på en häst, bärande kraftigt kroppspansar. Kämpen bar en hjälm med ett förtäckt visir som tillät ingen, eller väldigt liten syn på motståndaren, som oftast var en secutor.

### Arbelas
Plural: Arbelai
Arbelastypen omnämns enbart i en skriftlig källa, i en lista över gladiatorer som tränade under lanista C. Salvius Capito. Namnet arbelas kommer från ordet arbelai, som är en halvmåneformad kniv som skomakare använde för att skära läder. Arbelas stred mot retiarii eller andra arbelai. Arbelas kan även ha varit en variant av scissores.

### Bestiarius
Plural: Bestiarii
Gladiatorer som stred mot djur, främst björnar eller lejon (bestar, människoätande djur), men även rådjur och elefanter. Bestiarii kallades de personer som fick damnatio ad bestias, dödsstraff genom att strida mot djur. En bestiarius fick strida barhänt, utan svärd eller kroppspansar. En gladiator som var specialiserad till att strida mot djur med hjälp av tillhyggen och skydd kallades venator.

### Bustuarius
Plural: Bustuarii
Bustuarii kallades de gladiatorer som stred vid en grav. Benämningen syftade mer på den ceremoniella striden mellan två eller fler gladiatorer, än en viss typ av gladiator och kampstil.

### Crupellarius
Plural: Crupellarii

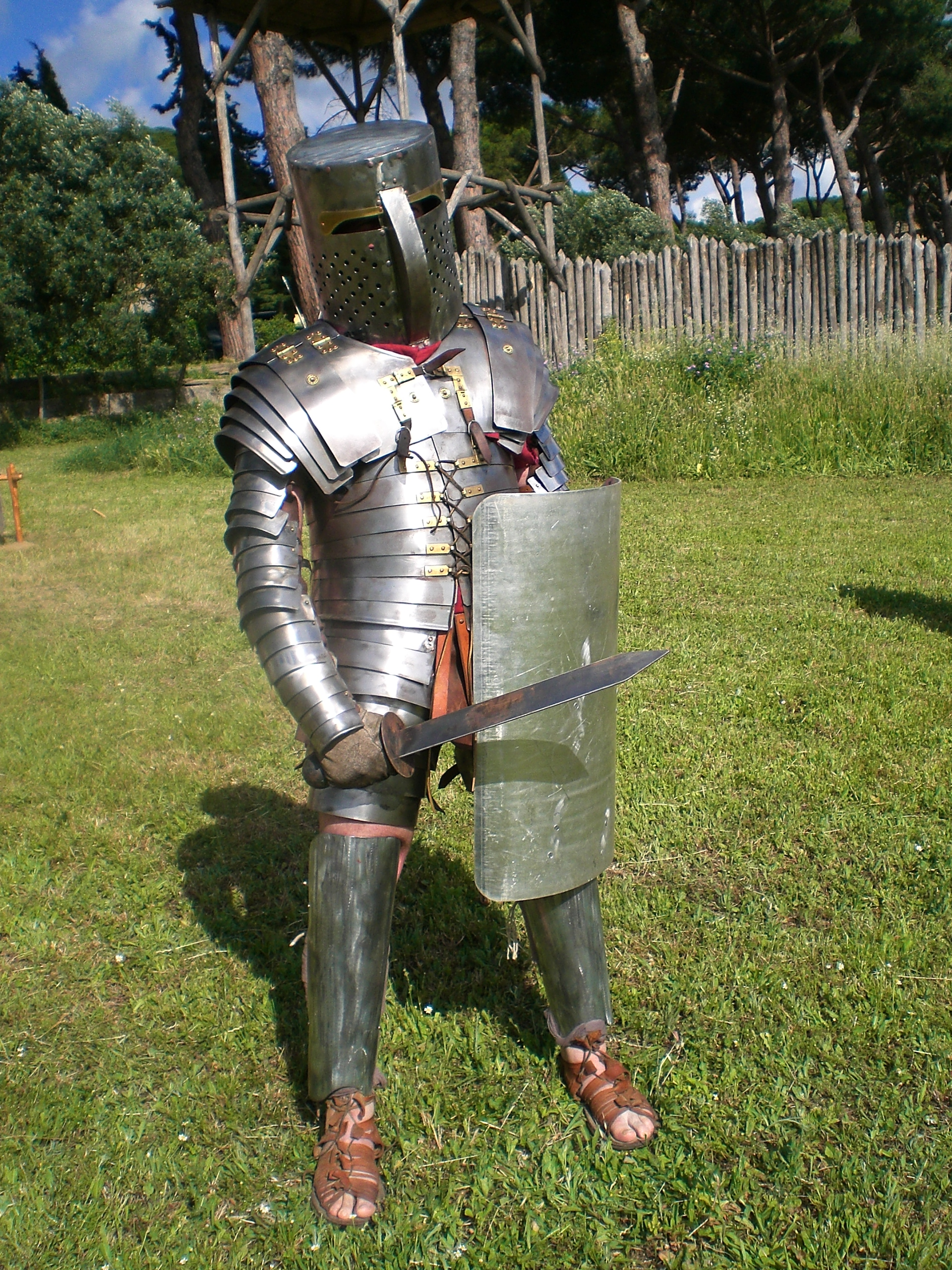
Crupellarius

En crupellarius (latin: Crupellarius, pl. Crupellarii) var en typ av tung pansargladiator under den romerska kejsartiden, vars ursprung var Gallien.[1]
Crupellarius bar ett kraftigt kroppspansar, med ett svärd och sköld.
Crupellarius kampstil var lämplig för män med en stor muskulös byggnad, som klarade vikten av den tunga pansarpansar han bar, eftersom han var en av de mest belastade gladiatorerna med mängden skiktat pläterat järn (särskilt med tanke på frånvaron). av handskar och sabatonger).

### Dimachaerus
Plural: Dimachaeri

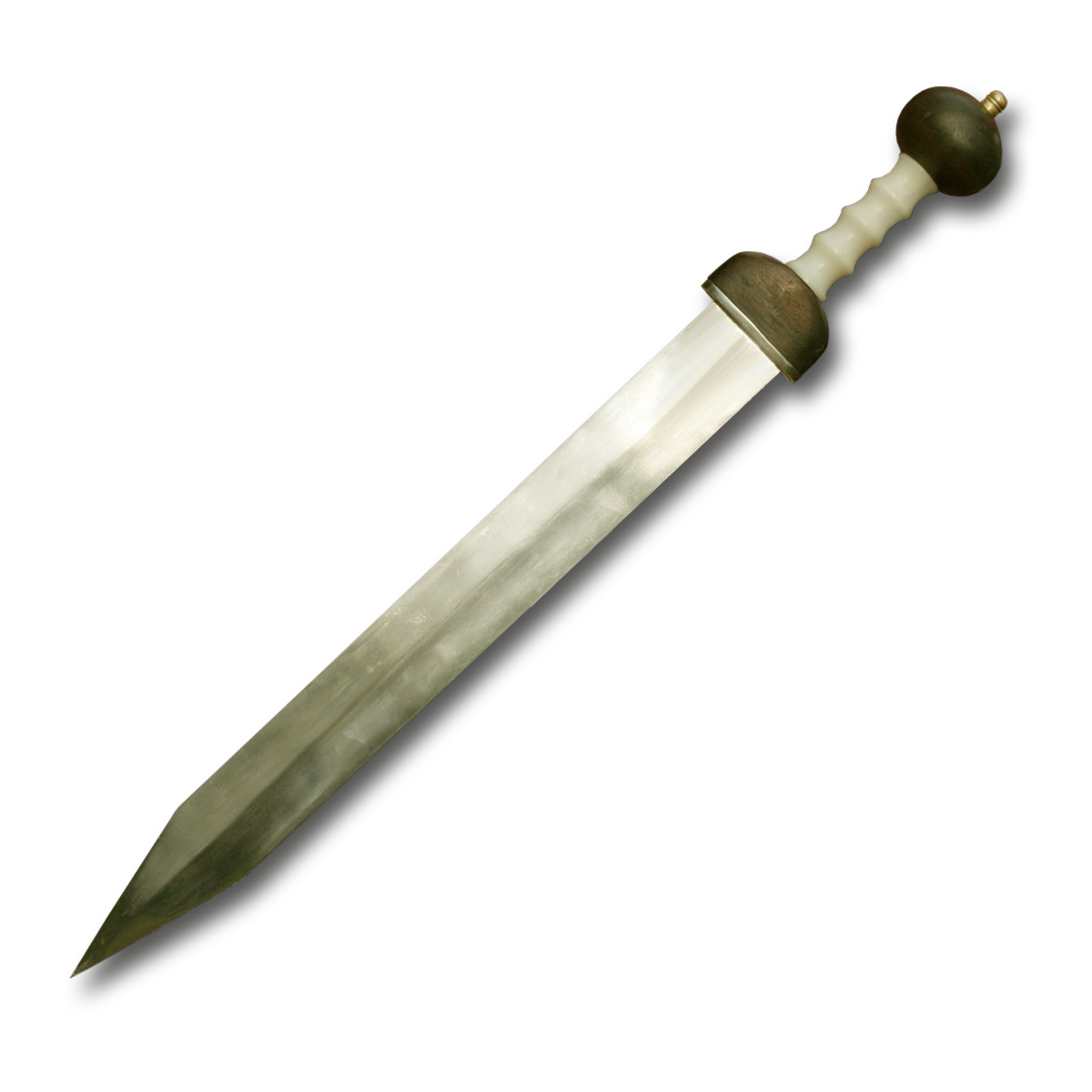
Ett gladiussvärd

En gladiator som stred med ett svärd (siccae eller gladius) i vardera hand.

### Eques
Plural: Equites
Gladiatorer som stred på häst.

### Essedarius
Plural: Essedarii
Gladiatorer som stred på häststridsvagn.

### Gallus
De första romerska gladiatorerna, som Gallus, var krigsfångar och använde de vapen och den utrustning som var karakteristisk för deras folk. Roms tidiga fiender inkluderade samniterna, thrakerna och gallerna (Gallus) och gladiatorerna namngavs efter deras etniska rötter

### Gladiatrix
Plural: Gladiatrices
En gladiatrix var en kvinnlig gladiator. Kvinnliga gladiatorer var mer sällsynta än manliga, men är bekräftade genom arkeologi och litteratur.
Kvinnliga gladiatorer som svor att de skulle kämpa till döden på arenan var vanliga i romarriket. Vissa var slavar, medan andra var frivilliga – men gemensamt för dem var att de väckte stor anstöt i den romerska manskulturen.

### Hoplomachus
Plural: Hoplomachi
En gladiator som var klädd som en hoplit (tungt bepansrad fotsoldat i antikens Grekland) och bar harnesk, hjälm och benskydd tillverkat av brons samt en stor sköld, i trä med förstärkningar av brons (kallad aspis/hoplon). Deras beväpning var framför allt spjut avsedda för att sticka motståndaren med.

### Laquearius
Plural: laquearii, laquerarii, eller laqueatores
En variant av retiarius som stred med hjälp av en piska eller lasso.

### Murmillo
Plural: Murmillones
Murmillo bekämpade vanligtvis thraex (thrakier) eller hoplomachus, som han delade en del av utrustningen med (särskilt armskydd och allomslutande hjälm och det farliga korta svärdet).

### Pontarius
Pontarius: en gladiator, vanligtvis en Retiarius, som slogs på ett litet trätorn med ramper.

### Provocator
Beväpnade med ett kort, rakt svärd liknade provocatorerna mest romerska legionärer. Skyddade av en rektangulär bröstplatta och en hjälm med en fjäder på vardera sidan, kämpade dessa mycket skickliga fighters bara mot varandra.

### Retiarius

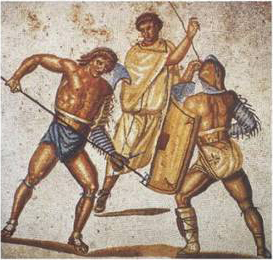
En retiarius mot en secutor

Retiarius är en gladiator som slåss med en harpun och ett kastnät.

### Rudiarius
Vilken typ av gladiator var en Rudiarius? En Rudiarius (pl. rudiarii) var en gladiator som hade fått sin frihet. Hans frihet kunde erhållas om en gladiator modigt utmärkte sig i en viss kamp eller, vid vissa perioder under romersk historia, hade vunnit fem slagsmål. Symbolen för frihet som gavs till en Rudiarius var ett träsvärd som kallas rudis.

### Sagittarius
Plural: Sagittarii
En gladiator som stred på häst med pilbåge.

### Scissor
Gladiatortypen scissor

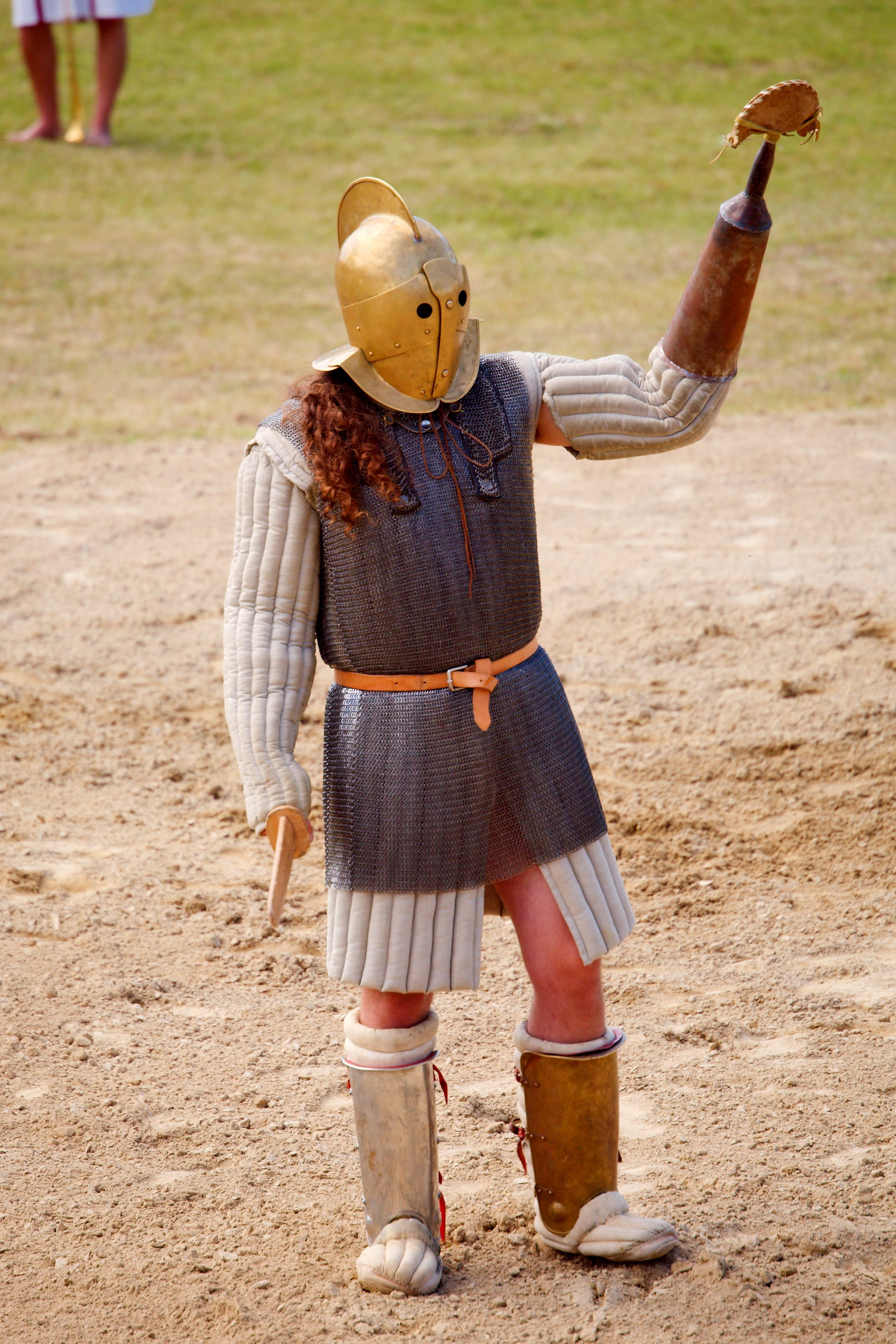
Scissor

Saxen är ett ganska ovanligt vapen från det antika Rom som användes av klassen gladiatorer som kallades sax men som gladiatorer var de inte särskilt väl beskrivna i historien. Vapnet har två delar: ett långt rör som skyddar gladiatorns arm, och i änden av röret finns ett långt, tunt cylindriskt rör med ett halvmåneformat blad. Det är detta unika element i vapnet som gjorde det populärt bland publiken.

### Secutor
En secutor (pl. secutores) var en klass av gladiatorer i antikens Rom. Tros ha sitt ursprung runt 50 e.Kr., var sekutorn ("följare" eller "jagare", från sequor "Jag följer, kommer eller går efter") beväpnad på samma sätt som murmillo-gladiatorn och som murmillo, skyddades av en tung sköld. En securator bar vanligtvis ett kort svärd, en gladius eller en dolk. Sekuratorn var speciellt utbildad för att bekämpa en retiarius, en typ av lätt bepansrad gladiator beväpnad med en treudd och nät.

### Thraex
Thraex (pl.: Thraeces), eller Thracian, var en typ av romersk gladiator beväpnad i thrakisk stil. Hans utrustning inkluderade en parmula, en liten sköld (ca 60 × 65 cm) som kan vara rektangulär, kvadratisk eller cirkulär; och en sica, ett kort svärd med ett böjt blad som en liten version av Dacian falx, avsett att lemlästa en motståndares obepansrade rygg. Hans andra rustning inkluderade grever, ett skyddsbälte ovanför ett ländtyg och en hjälm med sidoplym, visir och hög vapen.

### Veles
Plural: Velites

### Venator
Plural: Venatores